# Ferdinand Birnbaum

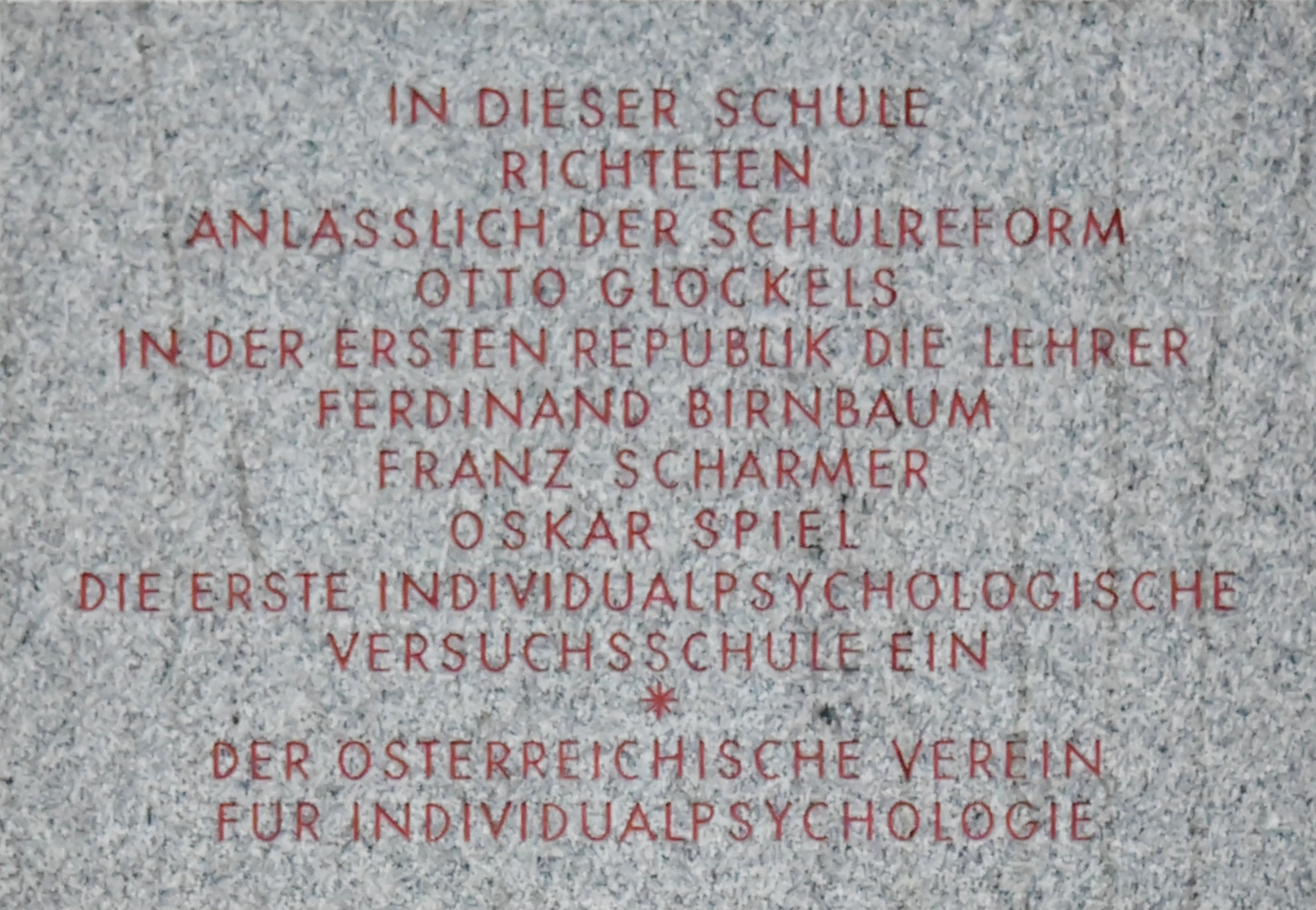
Gedenktafel für die erste Individualpsychologische Versuchsschule in Wien-Brigittenau

Ferdinand Birnbaum (* 16. Mai 1892 in Wien; † 6. Dezember 1947 ebenda) war ein österreichischer Pädagoge und Psychologe, der die Anwendung der Individualpsychologie  im Rahmen der Wiener Schulreform maßgeblich mitinitiierte.

## Leben
Birnbaum wuchs in einer Arbeiterfamilie auf.  Er machte die Ausbildung zum Hauptschullehrer und kam durch Otto Fenichel in Kontakt mit der Psychoanalyse. Ab 1920 studierte er Mathematik, Physik, Philosophie (er war Gast im Wiener Kreis), Soziologie bei Max Adler und Psychologie bei Charlotte Bühler. Er lernte Alfred Adler 1920 kennen und wurde bald dessen wichtigster Mitarbeiter. Er führte ab dem Wintersemester 1929/30 Adlers Vorlesung „Schwererziehbare Schulkinder“ am Pädagogischen Institut der Stadt Wien bis zur Machtergreifung des Austrofaschismus fort. Birnbaum war aktiver Sozialdemokrat. Mit Oskar Spiel und Franz Scharmer gründete und leitete er von 1924 bis 1934 die individualpsychologische Versuchsschule im Rahmen der Wiener Schulreform. Er hielt viele grundlegende Referate in den Bezirkslehrerkonferenzen und zahlreiche Vorträge in den Lehrerarbeitsgemeinschaften und Elternvereinen. Als redaktioneller Mitarbeiter schrieb er Artikel für die Zeitschrift Elternhaus und Schule. Zusammen mit Spiel kann er als Pionier der integrativen Erziehung bezeichnet werden, weil es ihnen mit ihrem speziellen individualpsychologischen Konzept gelang, „schwierige“ Schüler erfolgreich zu integrieren.  Von 1927 bis 1934 war Birnbaum stellvertretender Vorsitzender des Vereins für Individualpsychologie. Nach dem Tode Adlers 1937 war er der führende Individualpsychologe in Österreich.
Während des Zweiten Weltkriegs versuchte er mit Oskar Spiel und einem kleinen Kreis von Psychoanalytikern um August Aichhorn die Tiefenpsychologie für die Nachkriegszeit zu retten, in dem die Gemeinsamkeiten der tiefenpsychologischen Schulen betont  wurden. 1945 gründete er mit Karl Nowotny den neuen Verein für Individualpsychologie.
1947 versuchte Birnbaum mit Alexandra Adler, Karl Nowotny und Oskar Spiel die Internationale Zeitschrift für Individualpsychologie wieder zu beleben. Der Versuch musste 1951 abgebrochen werden. Der Krieg hatte das Zentrum der Individualpsychologie von Europa nach den USA verschoben. Er wurde am Wiener Zentralfriedhof bestattet.

## Werk
In seinem Lebenslauf beschreibt Birnbaum die Bedeutung der Tiefenpsychologie für die Pädagogik und wie er darauf aufmerksam wurde:
Die zwei Jahre vor dem Krieg waren für meine spätere Entwicklung insoferne von Bedeutung, als dass sie mich nötigten, mit besonders schwererziehbaren Kindern fertig zu werden. Es handelte sich nämlich um Schulklassen, die mit Repetenten aller Art und beiderlei Geschlechts aufgefüllt waren. Gar bald erkannte ich – wie alle in meiner Lage – dass die schulmäßig erlernte Pädagogik und Psychologie (damals Herbartianismus) für die Behandlung schwieriger Fälle nichts zu bieten vermochte. Da richtete ich meine Augen nach allen Seiten und hatte das Gefühl, dass die Psychoanalyse, so sehr sie seltsam erschien, doch allein den Weg zu einer brauchbaren Psychologie zu weisen vermöchte.

## Schriften
- Ferdinand Birnbaum, Die seelischen Gefahren des Kindes : ein individualpsychologischer Wegweiser zur Verhütung der Schwererziehbarkeit, Hirzel, Leipzig 1931.
- Ferdinand Birnbaum, Versuch einer Systematisierung der Erziehungsmittel. 1950
- Ferdinand Birnbaum, Reise ins Leben. Eine Anleitung zu seelischen Hygiene für junge Menschen, 1954 (gemeinsam mit O. Spiel).
- Franzjosef Mohr (Hrsg.), Wege zur Einheit in der Tiefenpsychologie. Mit Beiträgen von Ferdinand Birnbaum, Verlag E. Reinhardt, 1987